# High on Infinity
Albums de Count Raven
Destruction of the Void
(1992) Messiah of Confusion
(1996)
High on Infinity est le troisième album studio du groupe de doom metal suédois, Count Raven. Il est sorti en 1994 sur le label Hellbound Records et a été produit par le groupe et Zeb King.
En 2018, le label Metal Blade Records ressort cet opus en format double album vinyle en nombre limité avec un titre bonus Chritte Triumph, une première version de Destruction of the Void sur laquelle officie Christian Lindersson au chant. 

## Liste des titres
| No  | Titre                | Auteur                                         | Durée |
| --- | -------------------- | ---------------------------------------------- | ----- |
| 1.  | Jen                  | Dan Fondelius                                  | 6:16  |
| 2.  | Children's Holocaust | Fondelius                                      | 6:45  |
| 3.  | In Honour            | Fondelius                                      | 4:40  |
| 4.  | The Madman of Waco   | Fondelius                                      | 4:22  |
| 5.  | Masters of All Evil  | Fondelius                                      | 8:21  |
| 6.  | Ode Of Rebecca       | Fondelius                                      | 2:50  |
| 7.  | High on Infinity     | Fondelius                                      | 4:54  |
| 8.  | An Ordinary Loser    | Fondelius                                      | 5:57  |
| 9.  | Traitor              | Fondelius, Tommy Eriksson, Christer Pettersson | 6:50  |
| 10. | The Dance            | Fondelius                                      | 1:50  |
| 11. | The Coming           | Fondelius, Eriksson, Petterssson               | 6:16  |
| 12. | Lost Word            | Fondelius, Eriksson, Pettersson                | 4:13  |
| 13. | Cosmos               | Fondelius                                      | 4:01  |

Titres bonus réédition 2018 en double album vinyle
| No  | Titre           | Auteur    | Durée |
| --- | --------------- | --------- | ----- |
| 14. | Chritte Triumph | Fondelius | 4:50  |

## Musiciens
- Dan "Fodde" Fondelius: chant, guitares, claviers
- Tommy "Wilbur" Eriksson: basse
- Christer "Renfield" Pettersson: batterie
- Christian ""Chritte" Lindersson: chant sur Chritte Triumph